# Nohelia Linares González
Nohelia Linares González (n. 7 de mayo de 1968, Tingüindín, Michoacán) es una abogada y política mexicana. Ella ha sido 2 veces Diputada federal en la Cámara de Diputados de México la primera el LVI Legislatura del Congreso de la Unión de México de 1994 a 1997, la segunda vez fue para suplantar al expresidente de México Felipe Calderón Hinojosa en la LVIII Legislatura del Congreso de la Unión de México en el 2003.